# Happy The Man
Happy The Man (HTM) is een Amerikaanse progressieve rockband. 
De band wordt opgericht in 1973 in Harrisonburg (Virginia) door onder andere Kit Watkins, de toetsenist. De naam van de band is ontleend aan Faust van Goethe; in de Engelstalige versie komt de zinsnede happy the man vaak voor. Achteraf komt men er ook achter dat een collegaband Genesis een gelijknamige compositie heeft afgeleverd. Jarenlang heerst er misverstand over de juiste bron. In 1975 verhuist de band naar Washington D.C. en komt in aanraking met het nu niet meer bestaande radiostation WGTB, dat de band op sleeptouw neemt. 
In 1976 solliciteert de band bij Peter Gabriel om hem bij zijn tournee te begeleiden. Hoewel Gabriel besluit niet met de band in zee te gaan, levert dit contact HTM een contract op met Arista. Het eerste opgenomen album, het gelijknamige Happy the Man, bevat vooral instrumentale, jazz-georiënteerde progressieve rock. Het album wordt goed ontvangen maar verkoopt slecht. Hetzelfde geldt voor de opvolger, mede omdat Arista de albums niet promoot. Na twee albums is het dan al gedaan met HTM. Een derde album wordt opgenomen, maar niet uitgegeven. Kit Watkins vertrekt eind jaren zeventig naar Camel en begint in de jaren tachtig een solocarrière. 
De populariteit van Happy the Man krijgt een kleine opleving als het cdtijdperk aanbreekt. De albums verschijnen allereerst op een Japanse persing, hetgeen een beperkte oplage en hoge prijs betekent maar de albums ook een verhoogde cultstatus geeft. Pas midden jaren negentig komt een persing voor de gehele wereld. De cultstatus zorgt ervoor dat ook niet eerder vrijgegeven opnamen op cd worden uitgebracht. 
2004 komt er een soort reüniealbum uit; Watkins doet eerst mee en dan weer niet. Daarna is het weer stil rond de band. Twee leden hebben dan Oblivion Sun opgericht.

## Leden
- Stanley Whitaker (zang, gitaar)
- Rick Kennell (bas)
- Frank Wyatt (toetsen, fluit, saxofoon)
- Kit Watkins (toetsen 1972-1979)
- David Rosenthal (toetsen 2000-)
- Mike Beck (drums 1972-1977)
- Ron Riddle (drums 1978)
- Coco Roussel (drums 1979)
- Joe Bergamini (drums 2000-)

## Discografie
- 1977 Happy The Man
- 1978 Crafty Hands
- 1983 Happy the Man-3rd (bevat opnames uit 1979, ook verschenen onder de titel 3rd-Better late)
- 1990 Beginnings (opnames van voor 1977)
- 1994 Live (opnames uit 1978)
- 1999 Death's crown (opnames uit de periode 1974-1976)
- 2004 The muse awakens
- 2007 Oblivion Sun door Whitaker en Wyatt
- 2012 The high places door Oblivion Sun